# Атомная Леда
«Атомная Леда» (исп. Leda atómica) — картина Сальвадора Дали, написанная в 1949 году в то время, когда Дали проживал в Калифорнии. Дали начал работу над своим холстом в 1945 году, вскоре после атомной бомбардировки Хиросимы. Картина вместила в себя известный с XVI века иконографический сюжет, изображающий Леду, легендарную правительницу Спарты  с принявшим форму лебедя Зевсом.
Слово «атомная» появилось в названии картины потому, что вдохновлённый информацией о структуре атома, частицы в котором разделены пустотой и никогда не соприкасаются, Дали изобразил на картине все предметы висящими в пустоте и не прикасающимися друг к другу.
Сцена носит эротический характер, Леда изображена обнаженной. Сальвадор Дали представил Леду в образе своей жены, Галы, изображенной на пьедестале, лебедь находится слева позади Галы. На заднем плане изображены скалы Cap Norfeu (дикий скалистый берег Коста-Брава в Каталонии (регион Испании), между землями Росас и Кадакес, что позволяет нам определить местоположение сюжета.

## Описание
В феврале 1948 года барселонский журналист Карл ос Сентис, встречавшийся с Дали в Нью-Йорке, опубликовал в «Destino» «Письмо отцу Сальвадора Дали». Объявив о скором возвращении Дали в Испанию, Сентис сообщал Дали Куси, что его сын, не написавший ни одного американского пейзажа за восемь лет пребывания в Соединенных Штатах, только что закончил картину с видом на Коста Браву. Он безумно скучает по дому и мечтает поговорить с рыбаками Порт-Льигата, увидеть, как они развешивают на берегу свои сети. Он больше не может ждать. Что косвенно подтверждает, что на заднем плане картины изображена именно данная местность.
Фон картины и детали носят печать модернизма или футуризма, что и отличает её от аналогичных сцен в более классическом исполнении.
Неоконченный эскиз среди других последних работ был показан на второй выставке Дали в галерее «Бинью». Выставка состоялась с 25 ноября 1947 года по 5 января 1948-го. Дали комментировал:
«Насколько я знаю — а я верю, что знаю наверняка, — в „Атомной Леде“ море впервые изображено не соприкасающимся с землей; так, будто вы можете просунуть ладонь между морем и берегом и не намочить её. Так, по-моему, проецируется на плоскость воображения один из наиболее таинственных и извечных мифов о происхождении человеческого из соединения „божественного и животного“, и наоборот.
Вместо привычного смешения плоти и перьев, традиционно изображаемого при трактовке этой темы, с обязательным переплетением рук Леды и шеи Лебедя, Дали представляет нам возвышенное переживание либидо, как бы парящее в воздухе, в соответствии с современной теорией „несоприкосновения“ внутриатомной физики. Леда не прикасается к Лебедю, Леда не опирается о сиденье, сиденье не касается постамента, постамент не прикасается к морю, море не соприкасается с берегом. Здесь, по моему представлению, и скрыт корень тайны творения души — в отделении элементов земли и воды.» Вокруг Леды и Лебедя плавают различные предметы, включая площади, книги, разбитая скорлупа.
Цвета очень мягкие и теплые (много оттенков оранжевого и охры). Оттенок голубой воды контрастирует с теплыми цветами на переднем плане. Свет: мы можем заметить, что она исходит от Леды и лебедя. Вокруг них белый ореол. Чем дальше от них, тем больше цветов темнее.
«Атомная Леда», законченная в 1949 году, «вознесла Галу» на уровень «богини моей метафизики», говорил позже Дали. То, что «Леда» — плод нечеловеческого труда и интеллекта, подтверждает эскиз, показанный на выставке в галерее «Бинью», и многочисленные наброски к картине.
На эскизах (рис.1. , рис.2.) работы можно увидеть детали, не отраженные на завершенной работе, например опрокинутые сосуды, которые ассоциируются с изливающимися сосудами (рог изобилия) Макоши, Здания, похожие на Храмы, Юпитер (греч. Зевс), Вулкан и корабли. Из эскизов можно также увидеть, что автор использовал точные науки для просчета перспективы и композиции своих работ. В книге «50 магических секретов мастерства» Сальвадор Дали писал о пользе геометрии в живописи: «Я знаю, что художники более-менее романтического склада полагают, будто эти строительные леса математики губительно сказываются на вдохновении, заставляя художника предаваться излишним размышлениям. Можете смело и без колебаний возразить им, что вам не придется утруждать свою голову, так как золотое сечение, которое Лука Пачоли называл „божественной пропорцией“, позволит вам воспользоваться теми естественными возможностями, которые этот метод открывает перед вами». Над картиной «Атомная Леда» Дали работал в сотрудничестве с румынским математиком, князем М. Гикой, который помогал ему соблюсти точность пропорций.
24 июля 1949 года Дали и Гала, преодолев Атлантический океан, возвращаются в Европу. Высадившись в Гавре, они немедленно отправляются в Порт-Льигат и прочно обосновываются там. Теперь Дали — пылкий приверженец католицизма, он сосредоточивает свои творческие силы на воплощении благочестивых сюжетов. 23 ноября его Мадонна Порт-Льигата, а вернее, одна из двух написанных им версий картины, меньшая по размерам и более светлая по тональности, преподносится художником в дар Папе Пию XII. Картина продолжает заданную Атомной Ледой постановку парящих, не соприкасающихся друг с другом предметов. В качестве образца для Мадонны Дали избрал алтарную картину любимого им Пьеро делла Франческа, хранящуюся в галерее Брера (Милан). В другой версии Мадонны, также как и на картине Атомная Леда, легко угадываются черты супруги Дали — Гала Дали (Елены Дьяконовой).
Картина находится в Театре-музее Дали в Фигерасе.

## Мифологический сюжет
О Леде, и о рождении Елены существует несколько древних легенд. Наиболее распространённым является сказание о том, как Зевс, пленённый красотой юной, спустился к ней в образе лебедя и возлюбил её на берегу реки Эврот. В ту же ночь и муж — Тиндарей — возлёг с ней. В положенный срок снесла яйцо, из которого вылупились трое детей — Елена (та самая, из-за которой, согласно древним сказаниям, началась Троянская война) и братья-близнецы Кастор и Поллукс (называемый также Полидевк). Сегодня у мифологов существует мнение, что Елена была дочерью Зевса, а Кастор и Поллукс — сыновьями Тиндарея. Либо из двух яиц появилось четверо детей. Согласно этой версии, позднее была обожествлена под именем Немесида, и почиталась как богиня возмездия, беспристрастно наблюдающая за справедливым разделение благ среди людей, аналогично Богине Макоши. Иная версия древнего сказания гласит, что Зевс, влюбившись в Немесиду, и не имея возможности овладеть ею, потому что она превратилась в рыбу и спряталась в воде, принял облик бобра и стал гнаться за нею. Немесида стала превращаться из одного зверя в другого, но Зевс, преследуя её, тоже принимал облики зверей, всегда более быстрых и более ловких, чем Немесида. Обернувшись гусыней, Немесида взлетела в небо, но Зевс стал лебедем и настиг её в Аттике. Немесиде ничего не оставалось, как смириться со своей участью, отдаться Зевсу, а затем поселиться в Спарте. Леда, совершая прогулку по лесу, нашла яйцо прекрасного гиацинтового цвета и, принеся домой, положила в ларец. В положенный срок из этого яйца и родилась Елена. По другой версии мифа, она только сберегла у себя яйцо, снесённое богиней Немесидой от брака с Зевсом и найденное пастухом; когда из него появилась красавица-девочка, воспитала её как собственную дочь. Павсаний в труде «Описание Эллады» упоминает о том, что скорлупу этого яйца показывали в одном из храмов Спарты во II в. (Paus. III 16, 1). В гробницах многих народов, в том числе минойских гробницах Крита, находят раскрашенные яйца страуса.
Параллельно древнегреческим легендам сюжет прослеживается и в индийской (Богиня Сарасвати) и в славянской (Богиня Макошь) культурах.
Леда — упомянута в «Илиаде» (III 384) и «Одиссее» (XI 298). Имя некоторые сопоставляют с именем богини Лето и объясняют его в том смысле, что первоначально была олицетворением ночи, матери светил, что также перекликается с Индийскими знаниями. С точки зрения ведической культуры, изображенные на заднем плане видны скалы — с одной стороны золотого, а с другой серебряного цветов — могут рассматриваться как символ Солнца (Неба) и Луны (Земли), а яйца — то из чего произошел наш мир: «В начале этот (мир) был несуществующим. Он стал существующим. Он стал расти. Он превратился в яйцо. Оно лежало в продолжение года. Оно раскололось. Из двух половин скорлупы яйца одна была серебряной, другая — золотой. Серебряная (половина) — это земля, золотая — небо, внешняя оболочка — горы, внутренняя оболочка — облака и туман, сосуды-реки, жидкость в зародыше — океан. И то, что родилось, это солнце». Чхандогья-Упанишада 3, 19, 1-3][3].
Сюжет действительно напоминает также изображение древнерусской Богини Макоши (Мокошь) прядущей нить жизни (судеб) с помощью веретена или прялки (нить и прялка (с колесом) отсутствует на картине, что, возможно, символизирует отсутствие связи (нити) между небом и землей и/или остановку времени, поскольку колесо прялки может также ассоциироваться с Колесом Времени (в древнеиндийском мировоззрении оно именовалось Колесом Калы, а в буддийском — Колесом Сансары) — символ Вечного Возвращения в постоянной борьбе между жизнью и смертью или же Солнцем), интересно что изображения прялки или веретена также встречается на Христианских Иконах (Богородицы, Софии), там же встречаются использованные Дали подножья, напоминающей по своей форме закрытую книгу. что может символизировать некоторые сокрытые (тайные) знания. Кстати, на некоторых изображениях Сарасвати, также используется подножье, но уже в виде раскрытой книги. В рассматриваемом ключе становится понятной поза, в которой автор запечатлел Леду — такая поза характерна для женщины за прялкой. Предмет в форме буквы «А» может ассоциироваться как с угольником, так и с основанием прялки, часто изготавливаемом в форме данного предмета. В данном контексте Лебедь олицетворяет собой Кудель, а Яйцо (и капли воды) — согласно Ригведам, первоначальная основа, из которой постепенно развилось все, первичные (космические) воды носили в своем лоне яйцо, из которого появился Творец мира, он же начало и конец, он же Альфа и Омега (Откр.1.8) — этот символ можно разглядеть на изображенном пьедестале — знак бесконечности, также встречается на изображениях Макоши, кроме того данный символ можно встретить на изображениях Музы Урании, в иконографии (в виде букв α и Ω) и пр.
Что же в действительности изображено на картине — во многом загадка, которую ещё только предстоит разгадать.
Аналогичный сюжет изображен на картинах других художников, таких как Леонардо да Винчи, Микеланджело, Корреджо, TanakaYasushi (1886—1941 japan) Leda et le cygne, и др. Из прославленных работ первых трех мастеров сохранилась только работа Корреджо, да и то в сильно переписанном виде после того, как её исполосовал ножом в припадке психической болезни будущий герцог Орлеанский. Работы Леонардо и Микеланджело входили в художественное собрание французских королей и, возможно, были уничтожены набожной вдовой одного из монархов. До наших дней дошли только репродукции этих полотен.
У самого Дали есть и другие работы посвященные Леде. Работа Leda and the Swan (1963—1965 гг., гелиогравюра, сухая игла 50.5 х 40.5 cm), Leda`s Swan (1961 г. , масло).